# Red Sea Astrarium
Het Red Sea Astrarium (TRSA) was een gepland pretpark en resort in Akaba, Jordanië. Het pretpark zou het eerst gethematiseerde amusementspark worden in Akaba en zou ontworpen en gebouwd worden door Rubicon Group Holding in samenwerking met Paramount Recreation. Het pretpark met het thema Star Trek werd aangekondigd in 2011 en had een geplande oplevering in 2014 maar dit werd later uitgesteld tot 2017 . De bouw van het pretpark is gestopt in begin 2015 en het park werd nadat tweemaal is geprobeerd de bouw weer op te starten  nooit afgebouwd of geopend.

## Ontwikkeling
Op 21 mei 2011 werd bekend dat de Rubicon Group Holding een overeenkomst gesloten had met Paramount Pictures omtrent de rechten op het Star Trek-franchise. Enkele dagen later werd bekend dat Koning Abdoellah II van Jordanië, een groot fan van Star Trek en figurant in de serie Star Trek: Voyager, via door hem opgerichte fondsen betrokken was bij de financiering van het park dat naar verluidt 1.04 miljard euro zou gaan kosten. Naast attracties zou het park onder andere vier 5-sterren accommodaties, een theater, een winkelcentrum, verschillende uitgaansgelegenheden, attracties, kunstexposities, themaparken, waterparken, interachtieve walk-throughts, verschillende restaurants en een 'Star Trek Experience' krijgen.

## Plan
Het totale terrein van Red Sea Astrarium zou een oppervlakte betreffen van 74,4 hectare land, verdeeld in drie grote hoofdthema's: The Summit, The Old Waterfront en het New Waterfront. De planning was dat het resort zou bestaan uit vier luxueuze hotels, botanische tuinen, een collectie van vermaak, etensgelegenheden, 40 bioscopen, 16 attracties en een aantal winkels. 
De geplande atracties waren:
- Een als een tijdmachine gethematiseerde flight simulator waarbij naar de wonderen van de wereld kan worden gereisd.
- Een fontein en multimedia-avondshow
- Een 3D koepel show
- Een gethematiseerde diner show met magie en illusies
- The Star Trek experience
- Een theather met 600 stoelen voor grote rondreisende acts en in-house producties
- VIP Bioscopen